# تعویض لیبل
تعویض لیبل یک شیوه رله شبکه است که برای مقابله با مشکلاتی که توسط شیوه سنتی تعویض جداول IP (موسوم به مسیربابی پرشی لایه ۳) به وجود آمده‌است. در این حالت، تعویض بسته‌های شبکه در سطحی پایینتر یعنی لایه پیوند داده، به جای لایه شبکه انجام می‌شود.
در این روش به هر بسته یک لیبل یا علامت عددی اختصاص پیدا می‌کند و راه گزینی بسته‌ها پس از بررسی لیبل خاص هر بسته انجام می‌شود. تعویض بسته‌ها در این حالت از مسیریابی IP سریعتر است. فناوری‌های جدید مانند تعویض لیبل چندپروتکله (MLPS) از تعویض لیبل استفاده می‌کنند. هم چنین پروتکل شناخته شده حالت انتقال ناهمگام (ATM)، نیز در هسته خود از تعویض لیبل استفاده می‌کند.
بر طبق نشریه RFC 2475 (معماری برای سرویس‌های تمایز یافته، ۱۹۹۸)، مثال‌هایی از مدل تعویض لیبل (یا مدار مجازی) شامل بازپخش قاب، ATM و MLPS می‌باشند. در این مدل، انتقال مسیر و مدیریت ترافیک یا حالت کیفیت خدمات برای جریان ترافیک روی هر پرش در مسیر شبکه، برقرار می‌شود. تجمعات ترافیکی در یک گره ورودی با یک مسیر سوییچ شده ربط داده می٬شوند و بسته‌ها یا سلول‌های درون هر مسیر سوییچ شده با یک لیبل ارسال علامت‌گذاری می‌شوند که برای یافتن گره برای پرش بعدی، رفتار ارسال هر پرش و جایگزینی لیبل در هر پرش استفاده می‌شود. این مدل باعث می‌شود تخصیص منابع به جریان ترافیک بهتر صورت گیرد زیرا مقدار هر لیبل به صورت سراسری ناچیز است اما فقط در یک لینک خاص اهمیت زیادی دارد. برای همین منابع می‌توانند برای تجمع بسته‌ها یا سلول‌ها در یک لینک با لیبل خاص ذخیره شوند. همچنین این مدل، منطق تعویض لیبل انتخاب پرش بعدی را کنترل می‌کنند و اجازه می‌دهند جریان ترافیک، مسیر خاص مهندسی شده‌ای را در شبکه دنبال کند. مبحث دیگری که مربوط به همین موضوع است، تعویض چندلایه‌ای است که بحث دستگاه‌های مسیریابی سیلیکونی که نه تنها اطلاعات بسته‌ها در لایه سوم بلکه بسته‌های لایه چهارم (انتقال) و لایه هفتم (کاربرد) را نیز بررسی می‌کنند را مطرح می‌کند.